# لويس أرغودو
لويس أرغودو (بالإنجليزية: Luis Argudo)‏ (ولد في 13 ديسمبر 1995) هو لاعب كرة قدم أمريكي يلعب كلاعب وسط.

## روابط خارجية
- لويس أرغودو على موقع اتحاد السويد (السويدية)
- لويس أرغودو على موقع الدوري الأمريكي (الإنجليزية)
- لويس أرغودو على موقع قاعدة بيانات كرة القدم.إي يو (الإنجليزية)
- لويس أرغودو على موقع Soccerbase.com (لاعب) (الإنجليزية)
- لويس أرغودو على موقع Soccerway.com (الإنجليزية)
- لويس أرغودو على موقع عالم كرة القدم.نت (الإنجليزية)